# Devich János
Devich János (Szeged, 1938. április 3. – Budapest, 2017. szeptember 27.) Liszt Ferenc-díjas csellóművész, zenepedagógus, a Liszt Ferenc Zeneművészeti Egyetem professor emeritusa, a Magyar Művészeti Akadémia tagja.

## Élete
Friss Antal tanítványa volt. 1962-ben diplomázott a Zeneművészeti Főiskolán. 1960 és 1985 között a Magyar Állami Operaház zenekari tagja, 1985-től az Országos Filharmónia szólistája, 1966-ban a Kodály-vonósnégyes alapító tagja volt.
A Zeneművészeti Főiskola egyetemi docense, 1999 és 2008 között egyetemi tanára volt, 2008-tól emeritus professzora. 1998-tól a Nemzeti Kulturális Örökség Minisztériumának osztályvezetője, 2000 és 2002 között a művészeti főosztály vezetője volt.
1992 és 1996 között a Magyar Zenei Kamara alelnökeként, 1996 és 1999 között a Magyar Muzsikus Fórum társelnökeként, 1997-től a Magyar Zeneművészeti Társaság elnökeként tevékenykedett.

## Családja
Anyai ágon az erdélyi örmény nemesi Kápdebó család leszármazottja. 
Testvére Devich Sándor (1935–2016) Kossuth-díjas hegedűművész, fia Devich Márton (1965) újságíró, unokája Devich Gergely (1998) csellóművész.

## Díjai, elismerései
- Weiner Leó-verseny I. díja (1969)
- Liszt Ferenc-díj (1970)
- Magyarország Érdemes Művésze díj (1990)
- Bartók Béla–Pásztory Ditta-díj (1996, Kodály-vonósnégyes)